# UFC 64
UFC 64: Unstoppable foi um evento de artes marciais mistas promovido pelo Ultimate Fighting Championship, ocorrido em 14 de outubro de 2006 no Mandalay Bay Events Center em Paradise, Nevada. O confronto principal foi entre Rich Franklin e Anderson Silva valendo o Cinturão Peso Médio do UFC. Essa também foi a primeira defesa de Franklin em 7 meses.

## Resultados
Nota 1 Pelo Cinturão Peso-Médio do UFC.

Nota 2 Pelo Cinturão Peso-Leve Vago do UFC.

## Bônus da Noite
- Luta da Noite:  Sean Sherk vs.  Kenny Florian
- Nocaute da Noite:  Anderson Silva
- Finalização da Noite:  Clay Guida

## Ligações Externas
- (em inglês) Site do evento

1. ↑  Nota 1
2. ↑  Nota 2